# Ponnaijar
Ponnaijar (ang. Ponnaiyar) – rzeka w Indiach o długości 450 km.
Źródła rzeki znajdują się na wyżynie Dekan, a uchodzi ona do Zatoki Bengalskiej.
Rzeka Ponnaijar jest jedną ze świętych rzek hinduistów, nad którą odprawia się uroczystości kultowe.